# Comunità montana del Giovo
La Comunità montana del Giovo era un comprensorio montano della Liguria, in provincia di Savona, formato dai comuni di: Albisola Superiore, Albissola Marina, Bergeggi, Celle Ligure, Giusvalla, Mioglia, Pontinvrea, Quiliano, Sassello, Stella, Urbe, Vado Ligure e Varazze.
Per disposizioni collegate alla legge finanziaria 2011 la comunità montana, così come tutte le altre della Liguria, è stata soppressa con la Legge Regionale n° 23 del 29 dicembre 2010 e in vigore dal 1º maggio 2011.
L'ente locale aveva sede a Savona, nelle funzioni amministrative, e a Sassello come sede legale e l'ultimo presidente, eletto nel 2009, era Aldo Bolla attuale assessore del comune di Urbe.

## Storia
L'ente era stato istituito dopo le approvazioni delle leggi regionali n° 15 e 27 del 1973, emanate dalla Regione Liguria dopo l'istituzione ufficiale delle Comunità montane con la legge n° 1102 del 3 dicembre 1971.
Con le nuove disposizioni della Legge Regionale n° 6 del 1978 la comunità montana assumeva, direttamente dalla regione, le funzioni amministrative in materia di agricoltura, sviluppo rurale, foreste e antincendio boschivo.
Con la disciplina di riordino delle comunità montane, regolamentate con la Legge Regionale n° 24 del 4 luglio 2008 e in vigore dal 1º gennaio 2009, non facevano più parte dell'originaria comunità montana i comuni di Albisola Superiore, Albissola Marina, Bergeggi, Celle Ligure, Quiliano, Vado Ligure e Varazze che avevano delegato la stessa alle funzioni amministrative in materia di agricoltura, sviluppo rurale, foreste e antincendio boschivo.
Dal 1º maggio 2011 l'ente montano è stato soppresso con il trasferimento delle deleghe in materia nuovamente alla Regione e ai comuni interessati.